# Sauber C13

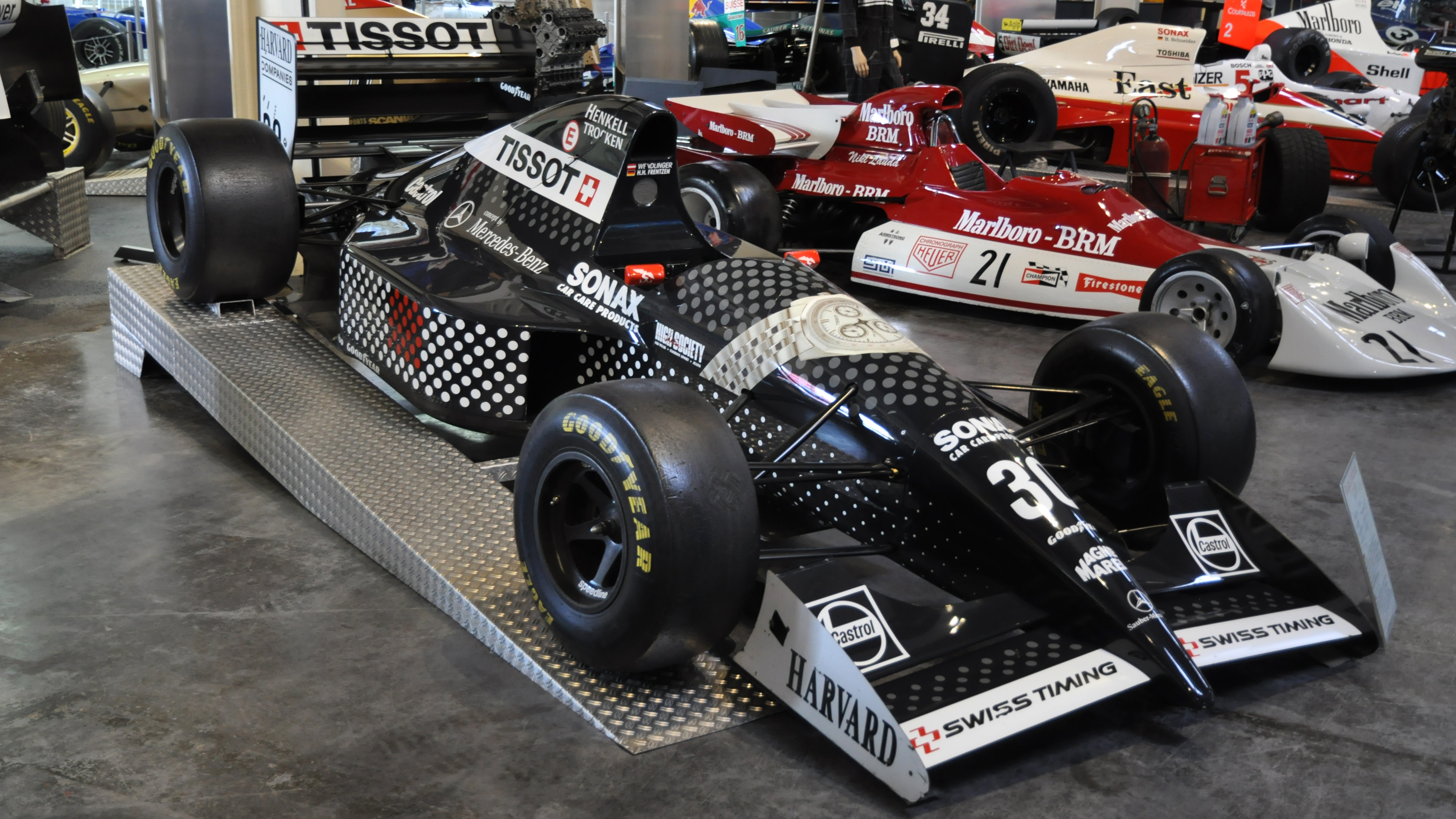
Sauber-Mercedes C13 im Auto und Technik Museum Sinsheim

Der Sauber C13 war der zweite Formel-1-Rennwagen von Sauber Motorsport und wurde in der Formel-1-Weltmeisterschaft 1994 eingesetzt.

## Technik und Entwicklung
Der C13 wurde von André de Cortanze und Leo Ress konstruiert. Ein V10-Motor von Mercedes-Benz mit 3,5 l Hubraum wurde als Antrieb eingesetzt.
Die Reifen kamen, wie auch bei allen anderen Teams, von Goodyear. Das Benzin kam von Castrol.

## Lackierung und Sponsoring
Die Grundfarbe des C13 war schwarz und hatte weiße Akzente. Der Front- und Heckflügel waren weiß. Sponsoraufkleber waren unter anderem von Tissot und Sonax angebracht.

## Fahrer
Zu Beginn der Saison wurden Karl Wendlinger und Heinz-Harald Frentzen als Fahrer eingesetzt. Beim Training zum vierten Grand Prix der Saison, dem Großen Preis von Monaco verunglückte Wendlinger schwer und fiel ins Koma. Er fiel für den Rest der Saison aus. Bei diesem Grand Prix verzichtete Sauber auf einen Start von Frentzen.
Ab dem Großen Preis von Kanada startete Andrea de Cesaris für den schweizerischen Rennstall. Die letzten beiden Rennen wurde Cesaris von JJ Lehto ersetzt.

## Ergebnisse
| Fahrer                          | Nr.                             | 1   | 2   | 3 | 4   | 5   | 6   | 7   | 8   | 9   | 10  | 11  | 12  | 13  | 14  | 15  | 16  | Punkte | Rang |
| ------------------------------- | ------------------------------- | --- | --- | - | --- | --- | --- | --- | --- | --- | --- | --- | --- | --- | --- | --- | --- | ------ | ---- |
| Formel-1-Weltmeisterschaft 1994 | Formel-1-Weltmeisterschaft 1994 |     |     |   |     |     |     |     |     |     |     |     |     |     |     |     |     | 12     | 8.   |
| K. Wendlinger                   | 29                              | 6   | DNF | 4 | DNS | INJ | INJ | INJ | INJ | INJ | INJ | INJ | INJ | INJ | INJ | INJ | INJ | 12     | 8.   |
| A. de Cesaris                   | 29                              |     |     |   |     |     | DNF | 6   | DNF | DNF | DNF | DNF | DNF | DNF | DNF |     |     | 12     | 8.   |
| J. Lehto                        | 29                              |     |     |   |     |     |     |     |     |     |     |     |     |     |     | DNF | 10  | 12     | 8.   |
| H. Frentzen                     | 30                              | DNF | 5   | 7 | DNS | DNF | DNF | 4   | 7   | DNF | DNF | DNF | DNF | DNF | 6   | 6   | 7   | 12     | 8.   |

| Legende  | Legende            | Legende                                                          |
| Farbe    | Abkürzung          | Bedeutung                                                        |
| -------- | ------------------ | ---------------------------------------------------------------- |
| Gold     | –                  | Sieg                                                             |
| Silber   | –                  | 2. Platz                                                         |
| Bronze   | –                  | 3. Platz                                                         |
| Grün     | –                  | Platzierung in den Punkten                                       |
| Blau     | –                  | Klassifiziert außerhalb der Punkteränge                          |
| Violett  | DNF                | Rennen nicht beendet (did not finish)                            |
| Violett  | NC                 | nicht klassifiziert (not classified)                             |
| Rot      | DNQ                | nicht qualifiziert (did not qualify)                             |
| Rot      | DNPQ               | in Vorqualifikation gescheitert (did not pre-qualify)            |
| Schwarz  | DSQ                | disqualifiziert (disqualified)                                   |
| Weiß     | DNS                | nicht am Start (did not start)                                   |
| Weiß     | WD                 | zurückgezogen (withdrawn)                                        |
| Hellblau | PO                 | nur am Training teilgenommen (practiced only)                    |
| Hellblau | TD                 | Freitags-Testfahrer (test driver)                                |
| ohne     | DNP                | nicht am Training teilgenommen (did not practice)                |
| ohne     | INJ                | verletzt oder krank (injured)                                    |
| ohne     | EX                 | ausgeschlossen (excluded)                                        |
| ohne     | DNA                | nicht erschienen (did not arrive)                                |
| ohne     | C                  | Rennen abgesagt (cancelled)                                      |
| ohne     | keine WM-Teilnahme |                                                                  |
| sonstige | P/fett             | Pole-Position                                                    |
| sonstige | 1/2/3/4/5/6/7/8    | Punktplatzierung im Sprint-/Qualifikationsrennen                 |
| sonstige | SR/kursiv          | Schnellste Rennrunde                                             |
| sonstige | *                  | nicht im Ziel, aufgrund der zurückgelegten Distanz aber gewertet |
| sonstige | ()                 | Streichresultate                                                 |
| sonstige | unterstrichen      | Führender in der Gesamtwertung                                   |